# 고덴마초역
고덴마초역(일본어: 小伝馬町駅, こでんまちょうえき)은 도쿄도 주오구에 있는 철도역이다.
역 아래에서 동일본 여객철도 소부 쾌속선과 교차하고 있지만 JR선의 역은 설치되지 않았다.

## 역 구조
상대식 승강장 2면 2선의 지하역. 천장에 환기 장치는 있지만 역 냉방 장치는 없다. 승강장 역무원은 러시아워에만 배치되어 있다.

### 승강장
| 1 | 히비야 선 | 긴자・롯폰기・나카메구로 방면        |
| 2 | 히비야 선 | 우에노・기타센주・도부 동물공원 방면 |

## 역 주변
- 국도 제6호선
- 국도 제4호선
- 수도고속 1호 우에노 선
- 주이 공원
- 니혼바시 세무서
- 고덴마초 우체국

## 역사
- 1962년 5월 31일: 영업 개시.
- 1995년 3월 20일: 도쿄 지하철 사린 사건이 발생. 당역에서는 일반 승객이 차내에 뿌려진 사린을 승강장에 민 결과, 승강장에서 기다리고 있던 승객 등이 다수 사상했다.
- 2004년 4월 1일: 도영 지하철 민영화, 도쿄 지하철의 역이 됨.
- 2010년 2월 19일: 엘리베이터 전용 출입구를 주이 공원 내에 신설.
- 2020년 6월 6일: 도라노몬 힐스 역이 영업을 개시함에 따라 히비야 선의 역 번호를 H 14에서 H 15으로 변경.

## 인접역
| 도쿄 메트로 2호선           | 도쿄 메트로 2호선 | 도쿄 메트로 2호선             |
| --------------------------- | ----------------- | ----------------------------- |
| H 14 닌교초 나카메구로 방면 | 히비야 선         | 아키하바라 H 16 기타센주 방면 |